# Яриш Остап Орестович
Остап Яриш (нар. 31 липня 1994, Львів) — український журналіст, який з 2019 року працює в Сполучених Штатах Америки. Лауреат кількох журналістських премій: PRESSZVANIE 2018 в номінації «Відкриття року», Високі стандарти журналістики 2019 в номінації «За швидкий та якісний розвиток у професії», 2021 ввійшов до списку «30 до 30: Хто творить майбутнє українських медіа».

## Біографічна довідка
Остап Орестович Яриш народився у Львові, у цьому ж місті навчався та проживав до 2017 року. Випускник бакалаврату факультету журналістики Львівського національного університету імені Івана Франка та магістерської програми Українського католицького університету.
Остап ставав героєм публікацій ЗМІ завдяки своєму активізму (зокрема, є згадка про участь в русі Обери своє майбутнє, організованому для привернення українців до участі в виборах 2012 року), навчанню та подорожам. Спостерігач від Комітету виборців України на своїх перших виборах 2012 року в окрузі 118 (Львів і Пустомитівський район), учасник Революції Гідності у Львові.
Останнім часом, з визнанням його професійних здобутків Остап з'являється в ефірах ЗМІ, щоби поділитися досвідом, враженнями від мандрів та професії. А також співпрацює із закладами, в яких навчався: на сайті УКУ згадується про його зустрічі зі студентами, а в травні 2020 взяв участь у конференції ЛНУ з доповіддю про журналістську діяльність у США. 2021 року долучився до семінару НУ «Львівська політехніка».
В березні 2021 року Остап Яриш анонсував роботу над книгою «Америка. Історії не з Голлівуду», в яку увійдуть 10-12 його репортажів про нестандартні локації, місця та людей,.. нетуристичні речі. Книга створюється у співпраці з видавництвом «Човен».

## Журналістська діяльність
В автобіографії на сайті УКУ Остап згадує, що першим досвідом в журналістиці була співпраця з молодіжним порталом «П'ятниця» у 2010 році, спершу в якості кореспондента, наступного року став його контент-редактором. Того ж року брав участь у навчальному проекті ГО ОПП «ВЗАЄМОДІЯ», а саме на школі документалістики та новітніх медіа. 2011 року поступив на факультет журналістики ЛНУ ім. Франка. 2013 року був прес-секретарем фестивалю Lviv Acoustic Fest, в організації якого також брали участь Андрій Балан та Єгор Грушин. Під час навчання в ЛНУ співпрацював з кількома місцевими виданнями та вів особистий блог.
В 2015 році продовжив освіту в Українському католицькому університеті. Пройшов за конкурсом із найвищим рейтинговим балом, досяг помітних успіхів у навчанні, зокрема, є згадки про його:
- тритижневе стажування Empowering young Ukrainian Journalists за програмою Erasmus+;
- вдалу участь у відборі за програмою «Хаб медіамобільності» та стажування в київській студії Радіо Свобода;
- перемогу в конкурсі на семестрове навчання за кордоном (всі три зі сторінки Університету Наші успіхи 2011—2016 [Архівовано 29 лютого 2020 у Wayback Machine.]), а саме в Університеті Віадріна;
- двотижневе стажування в англомовній студії радіо Ватикану[16].

З 2016 по 2019 роки співпрацював із платформами суспільного мовлення, спершу львівським кореспондентом Громадського радіо, згодом кореспондентом телебачення і ведучим в його київській студії. Одночасно дописував для багатьох львівських і всеукраїнських видань, в тому числі, tvoemisto.tv, Українська правда. Життя, Новое время та інших.
Навесні 2019 почав роботу в українській службі Голосу Америки та переїхав у Вашингтон. Втім, продовжує співпрацю з рядом українських видань, даючи коментарі щодо нюансів американської політики Суспільному

### Відгуки та відзнаки
За висвітлення подій у США (зокрема висвітлення скандалу, що призвів до спроби імпічменту Трампа) отримав національну премію Високі стандарти журналістики з такою характеристикою:
За 2 роки в професії Остап не тільки голосно заявив себе як політичний журналіст, журналіст-міжнародник, репортер, телевізійний ведучий спочатку «Громадського», яке відкрило йому дорогу до «Голосу Америки» у Вашингтоні, а й як аналітик та експерт у тих темах, в яких він спеціалізується. За декілька місяців роботи у Вашингтоні Остап став одним з ключових медійників, які фахово розповідають про американську політику, він набув експертності у дуже юному професійному віці, що вирізняє його посеред інших номінантів.
До того, протягом 2018 року він отримав відзнаку в конкурсі ООН «Публікації для змін. Україна на шляху сталого розвитку», став лауреатом премії PRESSZVANIE, також претендував на премію Честь Професії в номінації Надія журналістики.
2021 року Остап увійшов до списку «30 до 30: Хто творить майбутнє українських медіа», представленого оргкомітетом Премії Ґонґадзе та виданням The Ukrainians. Учасниця журі Мирослава Ґонґадзе прокоментувала переможців:
Ці 30 українських журналістів і журналісток — енергійні, швидкі, творчі, ефективні та готові до викликів. Ми направляємо на них наше студійне світло, щоб ви побачили, що в української незалежної журналістики є круте майбутнє і разом ми збудуємо ту Україну, про яку мріємо.
Засновник Школи журналістики в УКУ Ігор Балинський згадав Остапа Яриша як одного з випускників, хто сформував репортажне середовище в сучасній українській журналістиці.

## Цікавинки
- Остап Яриш доволі багато подорожує і саме мандрівці присвячена одна з перших його публікацій у національних ЗМІ, в журналі Новое время[22]. Станом на 2018 рік в одному з інтерв'ю він згадував, що відвідав 35 країн світу[4].
- Один з матеріалів Остапа присвячений Вікіпедії: Війна енциклопедій. Що каже Вікіпедія про анексію Криму [Архівовано 29 червня 2020 у Wayback Machine.].